# Vlekstaartsluimerrog
De vlekstaartsluimmerrog (Narke dipterygia) is een sluimerrog die leeft in kustwateren van tropisch Azië van Oman via de Indische Archipel tot aan Japan.
De vlekstaartsluimerrog komt voor op zandige en modderige zeebodems. Het is een relatief kleine sluimerrog die hoogstens 35 cm wordt. Over de biologie van deze kraakbeenvis is weinig bekend. De soort staat als kwetsbaar op de internationale Rode Lijst van de IUCN.